# Oirlo
Oirlo (spreek uit als Oerlo, Limburgs: Oeldere) is een kerkdorp van de gemeente Venray in de Nederlandse provincie Limburg met 1.260 inwoners (1 januari 2023) en een oppervlakte van 938 hectare.

## Geschiedenis
Het gebied rond Oirlo was in de steentijd reeds bewoond. De eerste geschreven stukken waarin de naam Oirlo voorkomt stammen van rond 1300. 
Oirlo vormde een eigen heerlijkheid, waarvan de eerst vermelde heer een Willem van Broeckhuysen (vermeld 1361-1415) was. Er was voordien een andere Heer over dit gebied, maar die zal vermoedelijk vanwege een niet afgeloste geldlening, dit aan deze gelduitlener hebben moeten afstaan. Het vererfde nadien aan diens kleinzoon Adriaan, overleden in 1484. Deze had slechts één dochter Adriana, die met Fredrik Schellart van Obbendorf (overleden tussen 1493 en 1495) trouwde en nadien bleef het in die familie totdat de Fransen als bezetter de heerlijkheden in 1796 ophieven en omvormden tot gemeenten. Het bleef maar kort een zelfstandige gemeente totdat het in 1800 bij Venray werd gevoegd.
Reeds omstreeks 1300 was er sprake van een Sint Gertrudiskerk in Oirlo. Vernoemd naar een non uit Nijvel die rond het jaar 653 gestorven is. Deze kerk had een romaanse toren en in 1926 werden ook resten van een romaans koor aangetroffen. Begin 15e eeuw werden het romaanse koor en middenschip afgebroken en vervangen door een koor en een eenbeukig schip in gotische stijl. Gedurende de jaren 30 van de 20e eeuw werden de zijbeuken aangebouwd. Op 22 november 1944 werd de toren door de zich terugtrekkende bezetter opgeblazen. Daarbij werd ook het schip verwoest, maar het 15e-eeuwse koor bleef vrijwel intact en bestaat nog. Na de oorlog werd het koor gerestaureerd en daartegenaan werd een nieuwe kerk gebouwd. De nieuwe kerk staat niet geheel symmetrisch ten opzichte van het koor. In 1951 kwam de kerk gereed en de toren werd pas na 1958 voltooid. 
De heerlijkheid Oirlo heeft -in afwijking van de gewoonte- nooit een eigen kasteeltje gekend, daar de Heren van deze Heerlijkheid steeds elders woonden en dit slechts een onderdeel van hun omvangrijke bezit was. De Heerlijkheid maakte eerst deel uit van het Graafschap Kessel en werd in 1279 verkocht aan de graaf van Gelre. Daar maakte het als het Land van Kessel deel uit van het gebied Opper-Gelre met als landsheer de Hertog van Gelre. Deze gaf het formeel steeds in leen uit aan de Heer van Oirlo. In 1543 kwam heel Gelre gedwongen in handen van Keizer Karel V van Habsburg. 
In het jaar 1635  en 1636 heerst er in Venray en omstreken Pest. Volgens een relaas van Pastoor Joannes Molitoris (opgeschreven in 1717) zouden er in drie maanden tijd (november 1635 tot januari 1636) 205 mensen gestorven zijn in Groot en Klyn Oirlo aan de Pest en de Rode Loop (Malesoen). Dit grote aantal is waarschijnlijk overdreven, maar dat er in die periode veel meer sterfgevallen waren is wel duidelijk.  
Er zijn ook nog overzichten bewaard gebleven van (belasting)geld dat geïnd is tussen 1634 en 1700 door de schepenen (Scabinus) van Oirlo uit die periodes
| Overzicht van de schatbeurders 1634 - 1700 | Overzicht van de schatbeurders 1634 - 1700 | Overzicht van de schatbeurders 1634 - 1700 |
| Schatbeurder                               | Periode                                    | Opmerkingen                                |
| ------------------------------------------ | ------------------------------------------ | ------------------------------------------ |
| Jan Claes                                  | 1634-1635                                  |                                            |
| Jacob Sijmons                              | 1637-1645                                  |                                            |
| Thonis Gaerts                              | 1649-1650                                  |                                            |
| Hermen Maes                                | 1651-1653                                  | Alias Aengen Holt                          |
| Thonis Gaerts                              | 1656-1657                                  |                                            |
| Jacob Kerstiens                            | 1660-1661                                  |                                            |
| Thonis Gaerts                              | 1666                                       |                                            |
| Jan van Natenberch                         | 1666-1668                                  |                                            |
| Jan Gerits Vermuelen                       | 1672                                       |                                            |
| Sijmon Kerstiens                           | 1673                                       |                                            |
| Teuken Derix                               | 1674                                       | vervangend schatbeurder                    |
| Jan Simons                                 | 1676                                       | vervangend schatbeurder                    |
| Dries Teus                                 | 1682-1686                                  | vervangend schatbeurder                    |
| Handrick Driessens                         | 1680                                       | vervangend schatbeurder                    |
| Dries Teus                                 | 1682-1686                                  | vervangend schatbeurder                    |
| Dries Teus                                 | 1687-1688                                  |                                            |
| Geret Verkercken                           | 1700                                       |                                            |

De eerste akte van de eigen schepenbank Oirlo dateert uit 1608. Het eerste schepenbankzegel dateert van 21 augustus 1651 met de Heilige Gertrudis en is in het Limburgs archief te vinden. In 1794 bezat de familie Schellart uit Geysteren de Heerlijkheid Oerlo en werden er nog grenspalen gezet tussen Venray een Oirlo met als opschrijft VENRAI 1794  aan de ene kant en OERLO 1794 aan de andere kant.  Er zijn nog enkele van deze palen bewaard gebleven zoals te zien is op het plein bij de kerk. Kort daarna werd Oirlo dus bij de gemeente Venray gevoegd.

## Buurtschappen
Oirlo bestaat uit een aantal buurtschappen,  de Zandhoek, het Hoogriebroek, de Gunhoek, de Kerkhoek, de Molenhoek en Boddenbroek.
Voorheen hoorde ook Klein-Oirlo bij Oirlo.

## Bezienswaardigheden
- De Sint-Gertrudiskerk, uit 1951, met laatgotisch koor.
- Klooster Maria Regina, aan Hoofdstraat 32, uit 1933, van de Zusters van de Goddelijke Voorzienigheid.
- De Sint-Annakapel uit 1788.
- Lijst van rijksmonumenten in Oirlo
- Lijst van gemeentelijke monumenten in Oirlo

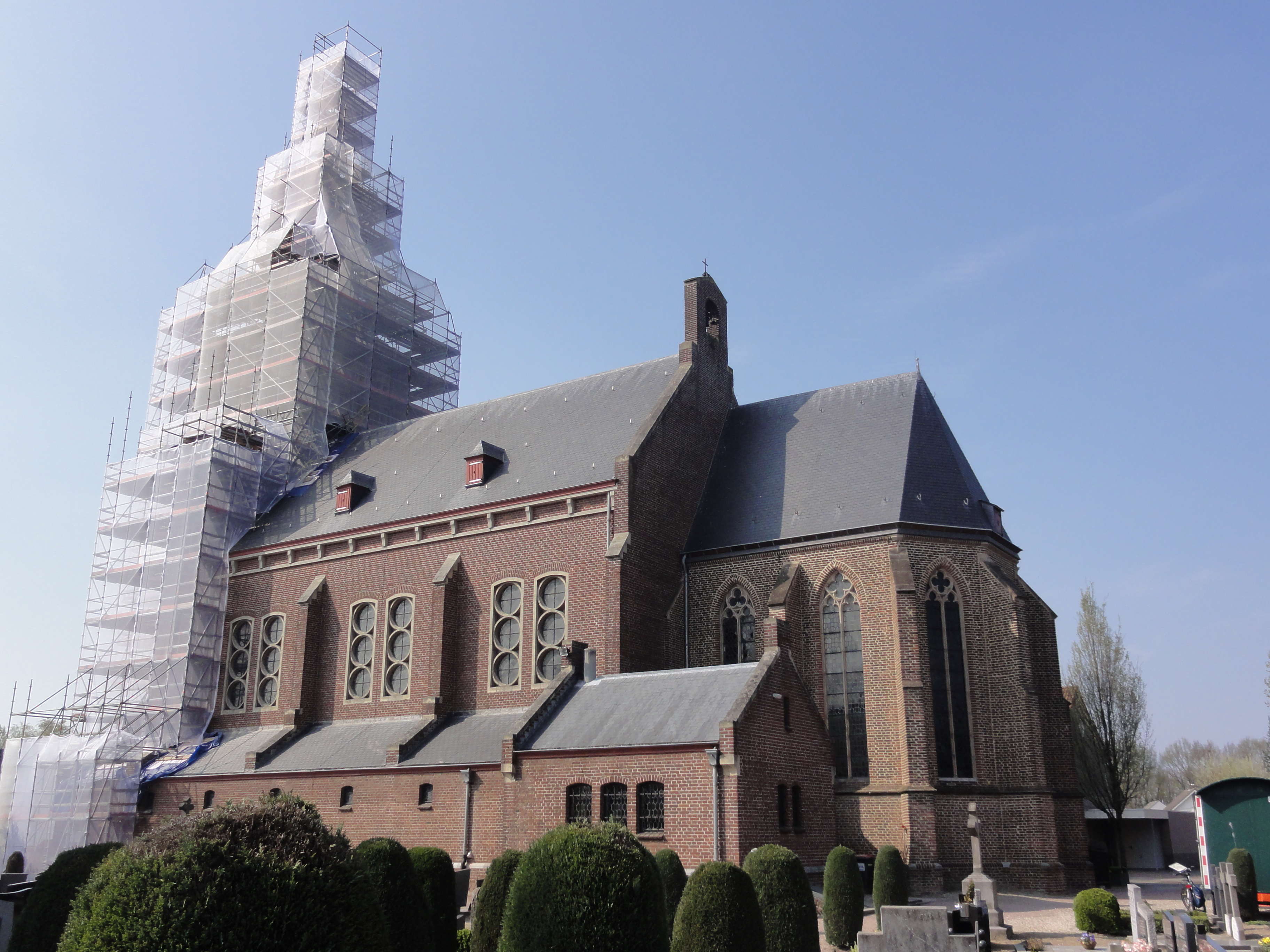
St.Gertrudiskerk in de steigers
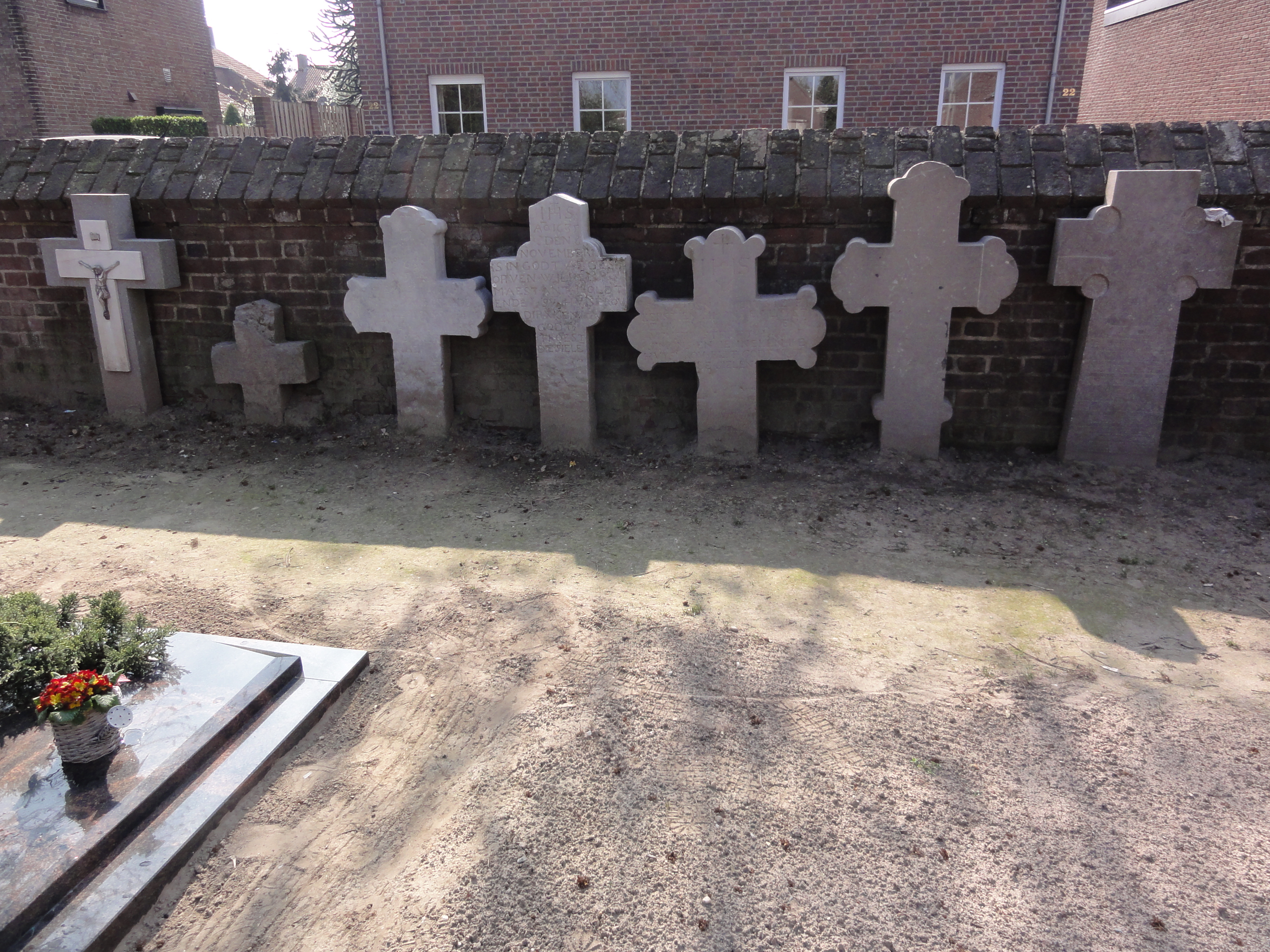
oude grafkruisen op kerkhof
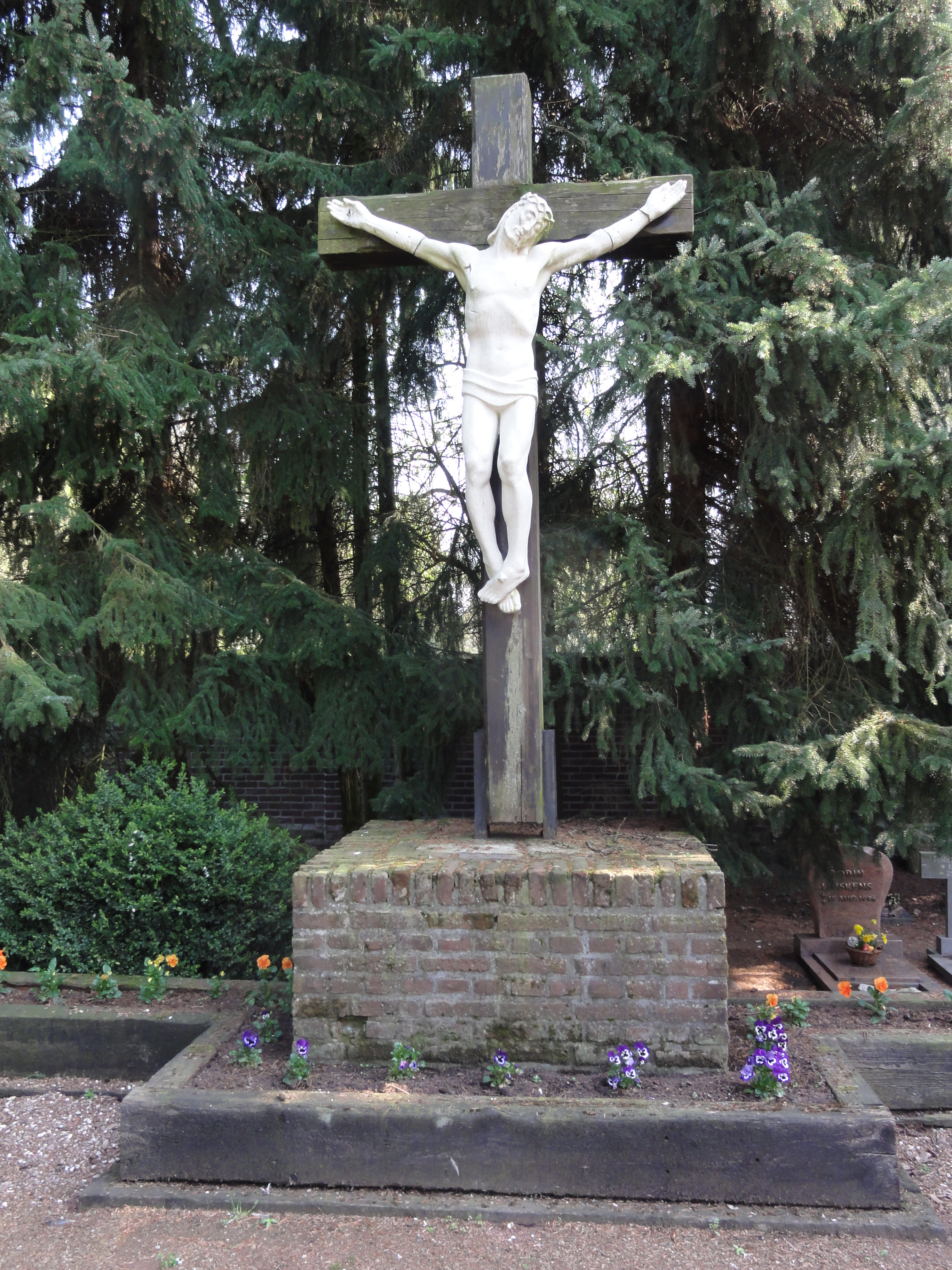
kruisbeeld op kerkhof
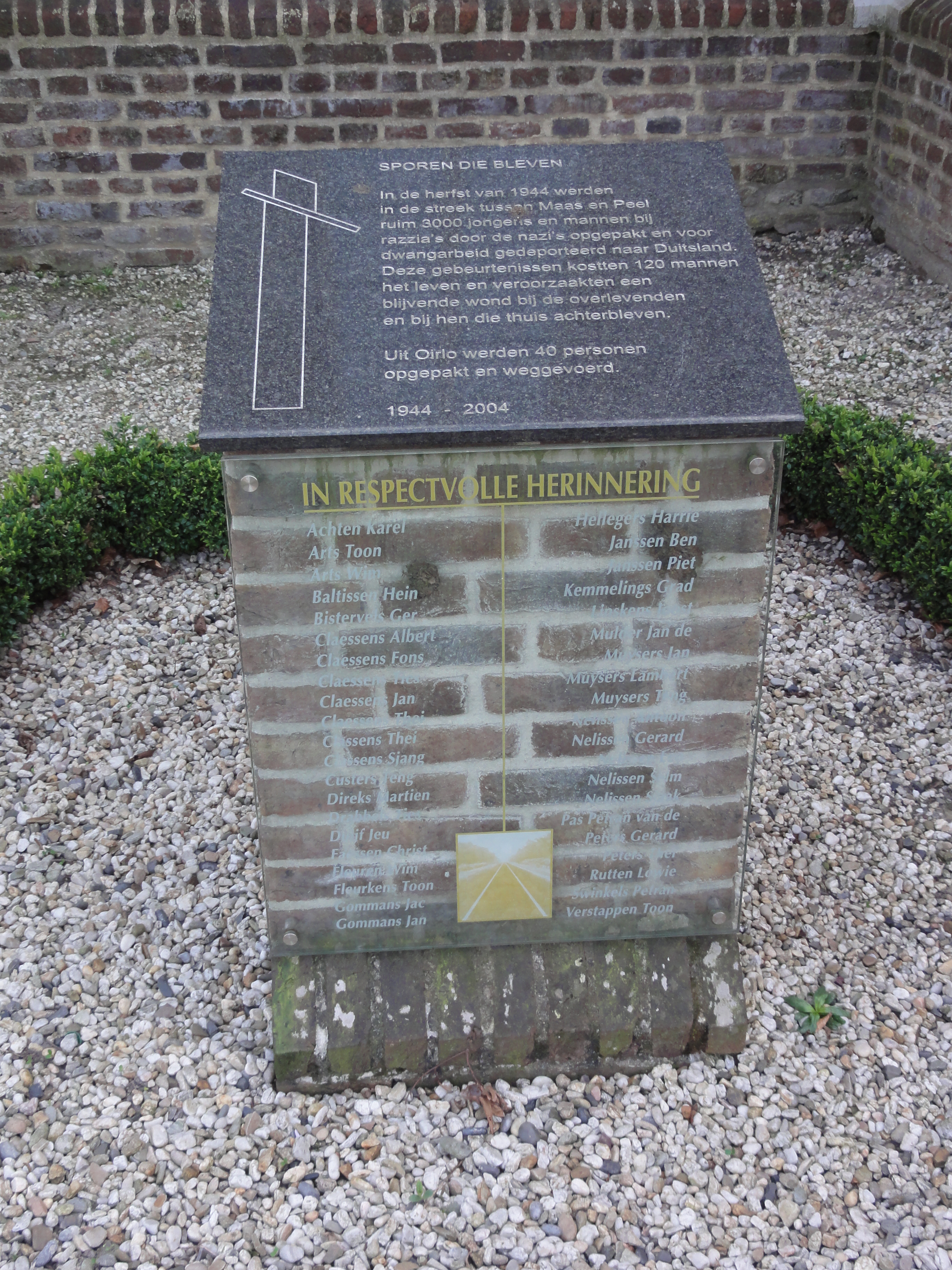
oorlogsmonumentje
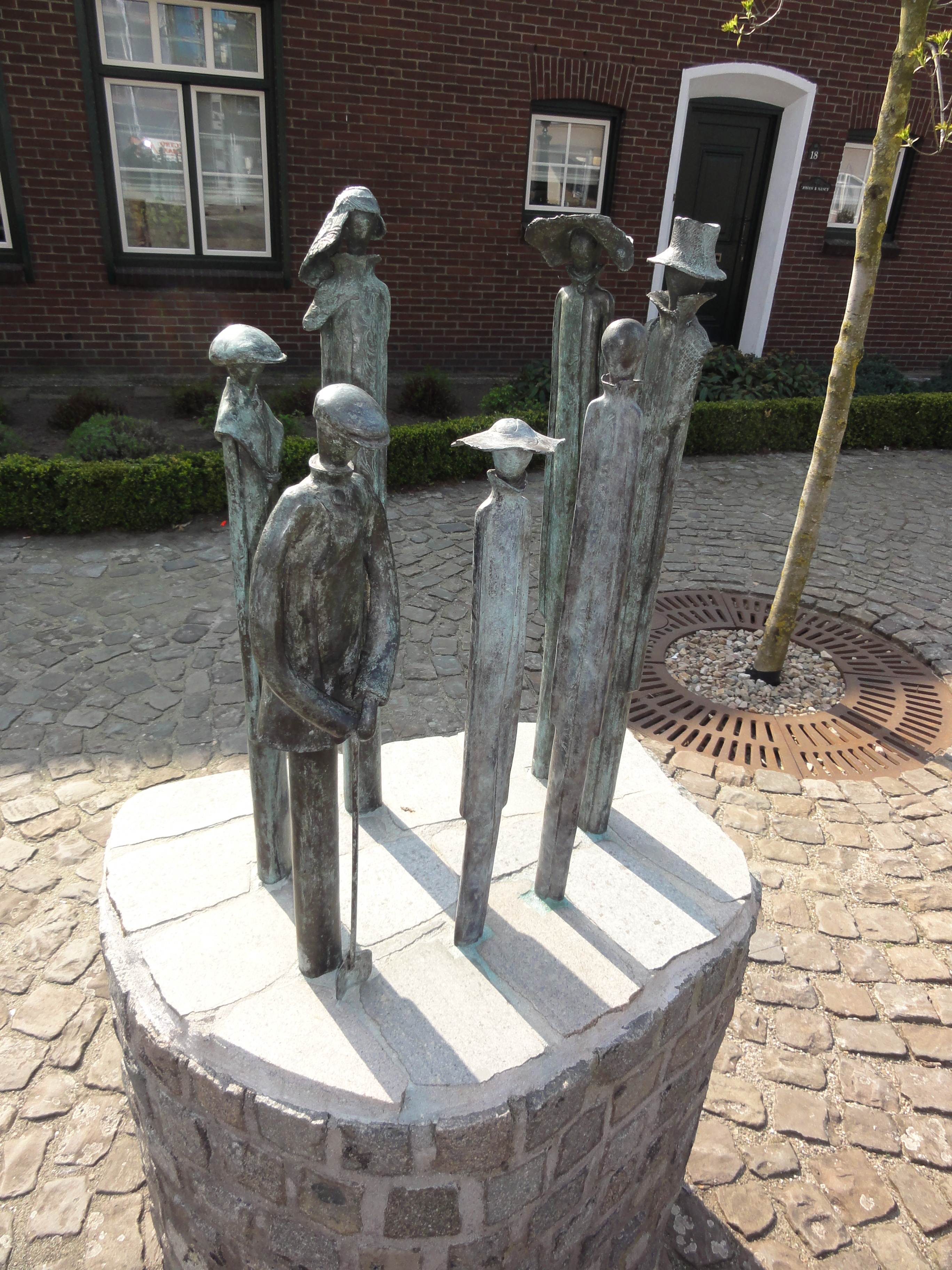
sculptuur Zo Verscheiden, Toch Een, door Mieke van Uden 2000
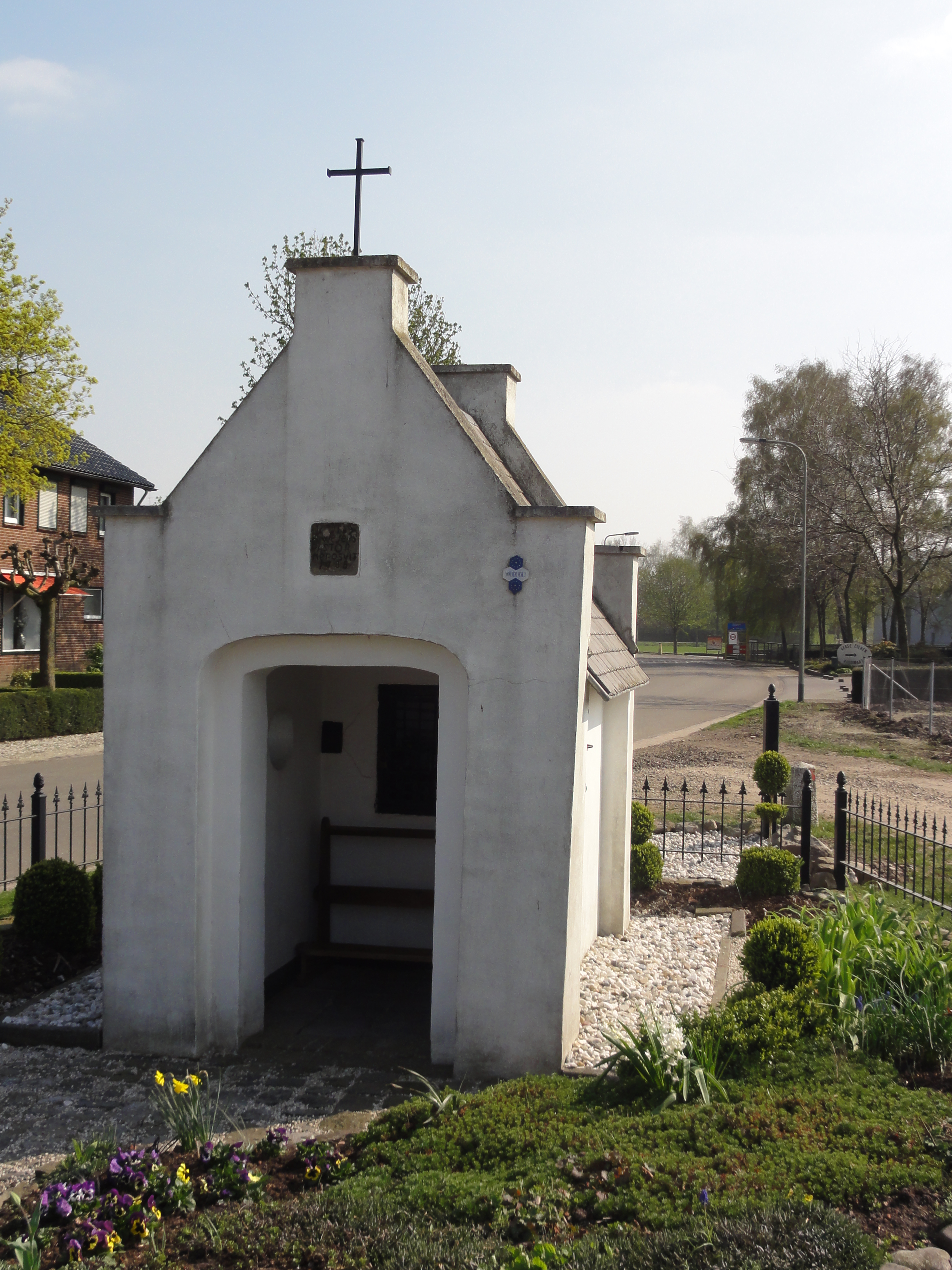
St.Annakapel, wegkapel uit 1788
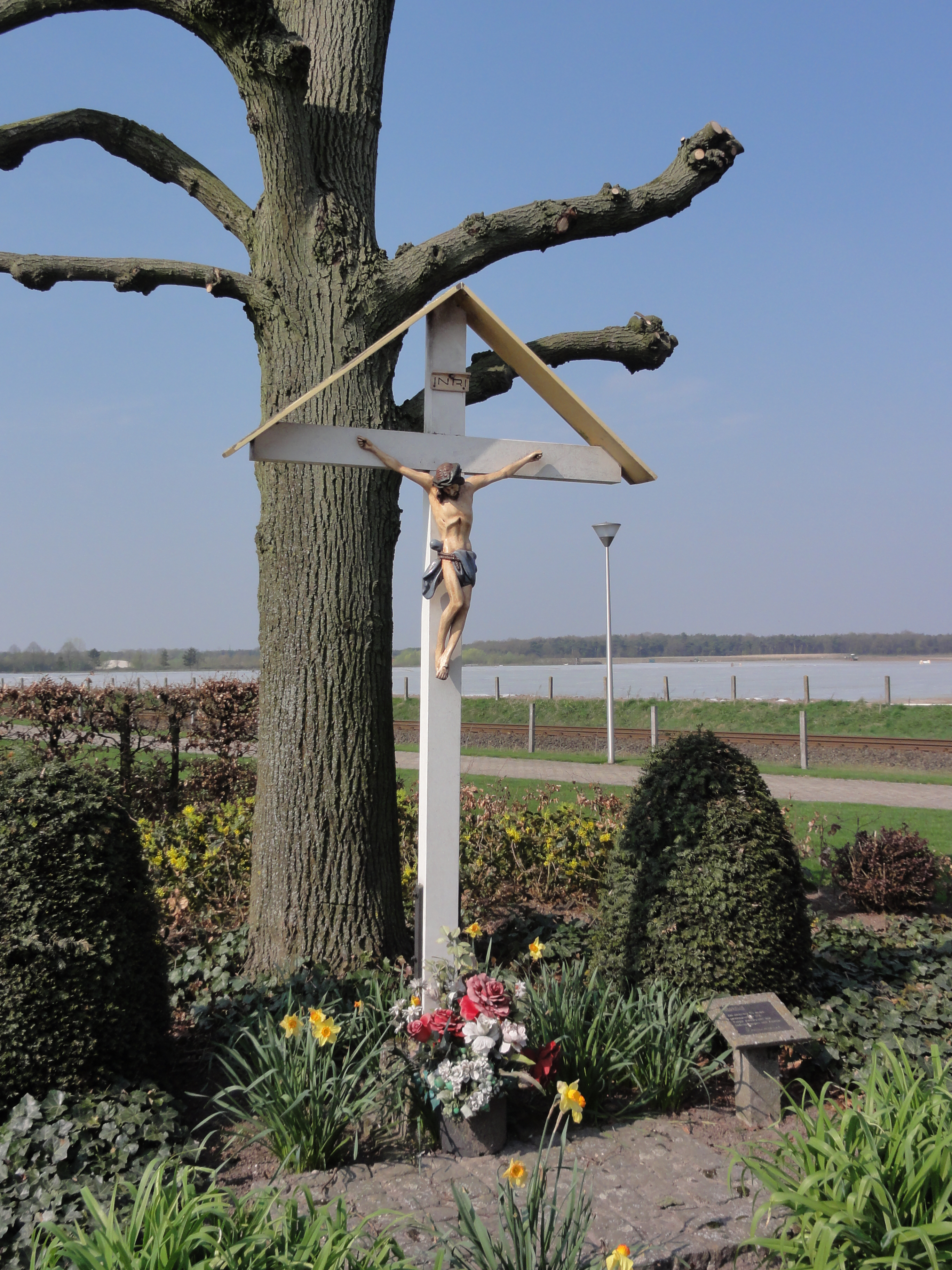
wegkruis bij spoorlijn
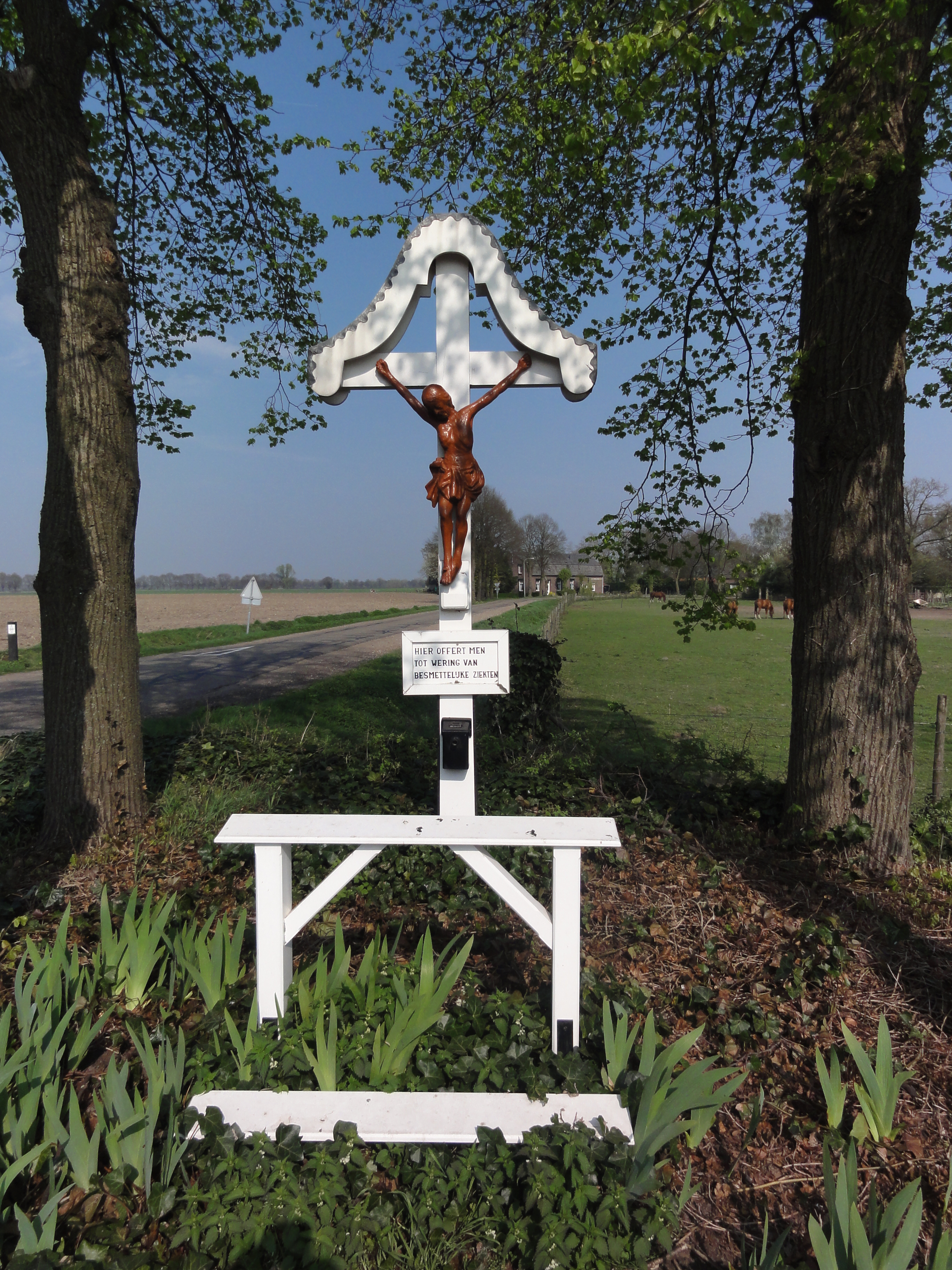
wegkruis in Klein-Oirlo

## Natuur en landschap
Oirlo is gelegen op hogere zandgronden, op een hoogte van ongeveer 24 meter. Ten zuidoosten van Oirlo stroomt de Boddenbroeker Loop in oostelijke richting. Deze mondt bij Meerlo uit in de Groote Molenbeek. De omgeving van Oirlo bestaat voornamelijk uit landbouwgebied, met hier en daar naaldbos.

## Geboren in Oirlo
- Theodorus Matheij alias Verschueren (pastoor van Aldekerk), 25-10-1676  21-01-1718 †
- Anna Jacoba Nelissen (Zuster goddelijke voorzienigheid), 29-04-1920  06-02-2018 †
- Jeroen Houwen (Keeper Vitesse), 18 februari 1996

## Nabijgelegen kernen
- Oostrum, Leunen, Castenray, Meerlo, Wanssum